# Mutara III Rudahigwa
Mutara III Rudahigwa (también conocido como Charles Rudahigwa; marzo de 1911-25 de julio de 1959) fue el Mwami, o rey de Ruanda entre 1931 y 1959. Como miembro del pueblo tutsi en Ruanda, poseía el estereotipo de ser alto, medía 2,07 m (6'8" pies) de alto. Su nombre cristiano era Charles Léon Pierre , y a veces referenciado como Charles Rudahigwa Mutara III o Rukabu.
Mutara fue conocido por ser el primer Mwami en convertirse al catolicismo, encabezando una ola de bautismos en el protectorado.
Se publicó que Mutara murió el 25 de julio de 1959, después de ser tratado por un dolor de cabeza por un médico belga en Buyumbura en el camino de vuelta de una consulta con oficiales belgas. Sin embargo, los presentes explicaron que Mutara fue asesinado (envenenado con comida en Buyumbura donde tuvo una reunión con el oficial belga) en la que teóricos conspirativos ruandeses consideran ha sido un asesinato. Mutara fue sucedido por su hermano menor Jean-Baptiste Ndahindurwa como Kigeli V. Después de la muerte de Mutara, su segunda esposa, la reina viuda Rosalie Gicanda, se estableció en Ruanda. Fue asesinada el 20 de abril de 1994 durante el Genocidio de Ruanda, bajo los órdenes del capitán Idélphonse Nizeyimana por el teniente Pierre Bizimana.

## Distinciones honoríficas

### Distinciones honoríficas ruandesas
- Soberano Gran Maestre (y fundator) de la Real Orden del León (1959).[4]

### Distinciones honoríficas extranjeras
- Caballero Comendador con Estrella de la Orden de San Gregorio Magno (Ciudad del Vaticano, 1947).[5]
- Comendador de la Orden de Leopoldo II (Reino de Bélgica, 1947).[6]
- Caballero Gran Cruz de la Orden de Leopoldo II (Reino de Bélgica, 1955).[6]

## Ancestros
|  |                                      |  |  |  |  |  |  |  |  |  |  |  |  |  |  |  |
|  | 16. Yuhi IV de Ruanda                |  |  |  |  |  |  |  |  |  |  |  |  |  |  |  |
|  |                                      |  |  |  |  |  |  |  |  |  |  |  |  |  |  |  |
|  |                                      |  |  |  |  |  |  |  |  |  |  |  |  |  |  |  |
|  | 8. Mutara II de Ruanda               |  |  |  |  |  |  |  |  |  |  |  |  |  |  |  |
|  |                                      |  |  |  |  |  |  |  |  |  |  |  |  |  |  |  |
|  |                                      |  |  |  |  |  |  |  |  |  |  |  |  |  |  |  |
|  | 17. Nyiramavugo                      |  |  |  |  |  |  |  |  |  |  |  |  |  |  |  |
|  |                                      |  |  |  |  |  |  |  |  |  |  |  |  |  |  |  |
|  |                                      |  |  |  |  |  |  |  |  |  |  |  |  |  |  |  |
|  | 4. Kigeli IV de Ruanda               |  |  |  |  |  |  |  |  |  |  |  |  |  |  |  |
|  |                                      |  |  |  |  |  |  |  |  |  |  |  |  |  |  |  |
|  |                                      |  |  |  |  |  |  |  |  |  |  |  |  |  |  |  |
|  | 18. Mitari                           |  |  |  |  |  |  |  |  |  |  |  |  |  |  |  |
|  |                                      |  |  |  |  |  |  |  |  |  |  |  |  |  |  |  |
|  |                                      |  |  |  |  |  |  |  |  |  |  |  |  |  |  |  |
|  | 9. Nyirakigeri                       |  |  |  |  |  |  |  |  |  |  |  |  |  |  |  |
|  |                                      |  |  |  |  |  |  |  |  |  |  |  |  |  |  |  |
|  |                                      |  |  |  |  |  |  |  |  |  |  |  |  |  |  |  |
|  | 2. Yuhi V de Ruanda                  |  |  |  |  |  |  |  |  |  |  |  |  |  |  |  |
|  |                                      |  |  |  |  |  |  |  |  |  |  |  |  |  |  |  |
|  |                                      |  |  |  |  |  |  |  |  |  |  |  |  |  |  |  |
|  | 20. Gaga                             |  |  |  |  |  |  |  |  |  |  |  |  |  |  |  |
|  |                                      |  |  |  |  |  |  |  |  |  |  |  |  |  |  |  |
|  |                                      |  |  |  |  |  |  |  |  |  |  |  |  |  |  |  |
|  | 10. Rwakagara                        |  |  |  |  |  |  |  |  |  |  |  |  |  |  |  |
|  |                                      |  |  |  |  |  |  |  |  |  |  |  |  |  |  |  |
|  |                                      |  |  |  |  |  |  |  |  |  |  |  |  |  |  |  |
|  | 5. Nyirayuhi                         |  |  |  |  |  |  |  |  |  |  |  |  |  |  |  |
|  |                                      |  |  |  |  |  |  |  |  |  |  |  |  |  |  |  |
|  |                                      |  |  |  |  |  |  |  |  |  |  |  |  |  |  |  |
|  | 1. Mutara III de Ruanda              |  |  |  |  |  |  |  |  |  |  |  |  |  |  |  |
|  |                                      |  |  |  |  |  |  |  |  |  |  |  |  |  |  |  |
|  |                                      |  |  |  |  |  |  |  |  |  |  |  |  |  |  |  |
|  | 6. Mbanzabigyi                       |  |  |  |  |  |  |  |  |  |  |  |  |  |  |  |
|  |                                      |  |  |  |  |  |  |  |  |  |  |  |  |  |  |  |
|  |                                      |  |  |  |  |  |  |  |  |  |  |  |  |  |  |  |
|  | 3. Radegonde Nyiramavugo III Kankazi |  |  |  |  |  |  |  |  |  |  |  |  |  |  |  |
|  |                                      |  |  |  |  |  |  |  |  |  |  |  |  |  |  |  |
|  |                                      |  |  |  |  |  |  |  |  |  |  |  |  |  |  |  |